# ورزشگاه شهرداری فیلی
ورزشگاه فیلی یک ورزشگاه چند منظوره در شهر فیلی است. این ورزشگاه در گوشه شمال‌شرقی فیلی در واحد منطقه‌ای آتیک غربی، در یونان است. از این ورزشگاه در حال حاضر بیشتر برای مسابقات فوتبال استفاده می‌شود. در حال حاضر تیم تراسیوولوس از ورزشگاه فوتبال این مجموعه ورزشی به عنوان ورزشگاه خانگی استفاده می‌کند.

## منبع
- ویکی‌پدیا انگلیسی